# August Schabbehard
Johann Christian August Schabbehard (* 27. August 1887 in Rinteln; † 17. Juli 1963 in Hamburg) war ein preußischer Verwaltungsjurist und kommissarischer Landrat im Kreis Lebus (1926).

## Leben
Während seines Studiums wurde er 1906 Mitglied der Leipziger Burschenschaft Dresdensia. Er begann als Gerichtsreferent vor dem Ersten Weltkrieg und schloss seine Promotion 1919 zum Dr. jur. et rer. pol. ab. Schabbehard arbeitete dann beim Landrat in Stolp, später in Rosenberg (O.S.) und von 1922 bis 1924 bei der Regierung in Oppeln. Ab 1924 wirkte er als Regierungsrat im Polizeipräsidium in Stettin bis 1924. 1926 war er kommissarischer Landrat im Kreis Lebus. Es folgte 1926 bis 1927 die Arbeit im Preußischen Innenministerium. 1927 als Oberregierungsrat wirkte er bis 1932 als Vertreter des Polizeipräsidenten in Altona-Wandsbek. 1933 wurde Schabbehard auf eigenes Gesuch entlassen. 1940 war er probeweise als Oberregierungsrat bei der Regierung in Karlsbad beschäftigt.
Schabbehard stand der Deutschen Demokratischen Partei (DDP) nahe und wurde ihr Mitglied nach der Umbenennung zur Deutschen Staatspartei (DStP).